# کیم هوانگ-جونگ
کیم هوانگ-جونگ (انگلیسی: Kim Hwang-jung؛ زادهٔ ۱۹ نوامبر ۱۹۷۵) بازیکن فوتبال اهل کره جنوبی است.
از باشگاه‌هایی که در آن بازی کرده‌است می‌توان به باشگاه فوتبال اولسان هیوندای و باشگاه فوتبال جف یونایتد ایچیهارا چیبا اشاره کرد.